# Samuel Lancaster Gerry

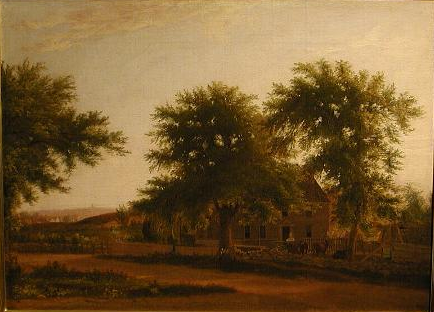
Fattoria rurale, 1840

Samuel Lancaster Gerry (Boston, 10 maggio 1813 – Roxbury, 1891) è stato un pittore statunitense.

## Biografia
Samuel Lancaster Gerry nacque il 10 maggio 1813 da Reuben W. Gerry e Catharine Lombard. All'età di vent'anni espose la sua prima tela, un paesaggio non identificato, alla galleria Atheneum della capitale del Massachusetts. Nel 1836 si sposò con Martha Caroline Jewett. Tra il 1849 e il 1851 viaggiò in Europa, dove sarebbe ritornato nel 1859 e nel 1873.

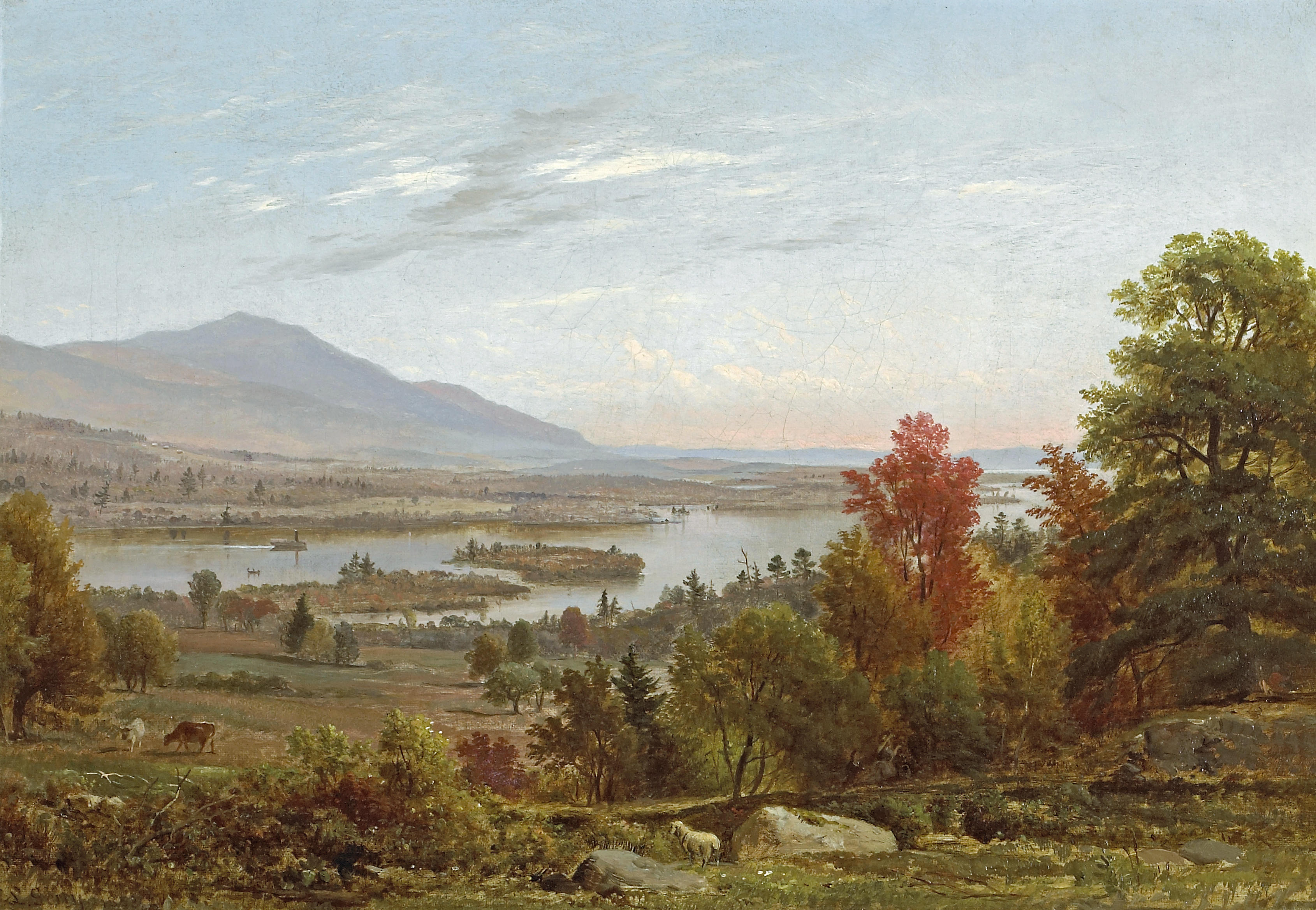
Il lago Winnipesaukee in ottobre, 1858

Dipinse ritratti e paesaggi delle Montagne Bianche e di altri ambienti nella Nuova Inghilterra. Era affiliato con l'unione artistica della Nuova Inghilterra (New England Art Union) e con l'associazione degli artisti di Boston (Boston Artists' Association). Nel 1857, fu uno dei co-fondatori del circolo artistico bostoniano (Boston Art Club). Nel 1862 decise di aprire il proprio studio presso la Tremont Street della città.
Gerry era un artista autodidatta. Espose le proprie opere in molti ambienti pubblici, come l'esposizione dell'associazione meccanica caritatevole del Massachusetts e un'esposizione di arte contemporanea al museo di belle arti bostoniano. Nel 1860 partecipò al raduno dell'associazione artistica nazionale a Washington D.C. Tra i suoi studenti si citano H. Frances Osborne, Samuel Green Wheeler Benjamin, Fannie Elliot Gifford, Charles Wesley Sanderson e J. Frank Currier. Eccetto per alcuni anni vissuti all'estero, egli trascorse la sua vita professionale principalmente a Boston. Morì a Roxbury, nel Massachusetts, nel 1891.

## Opere scelte

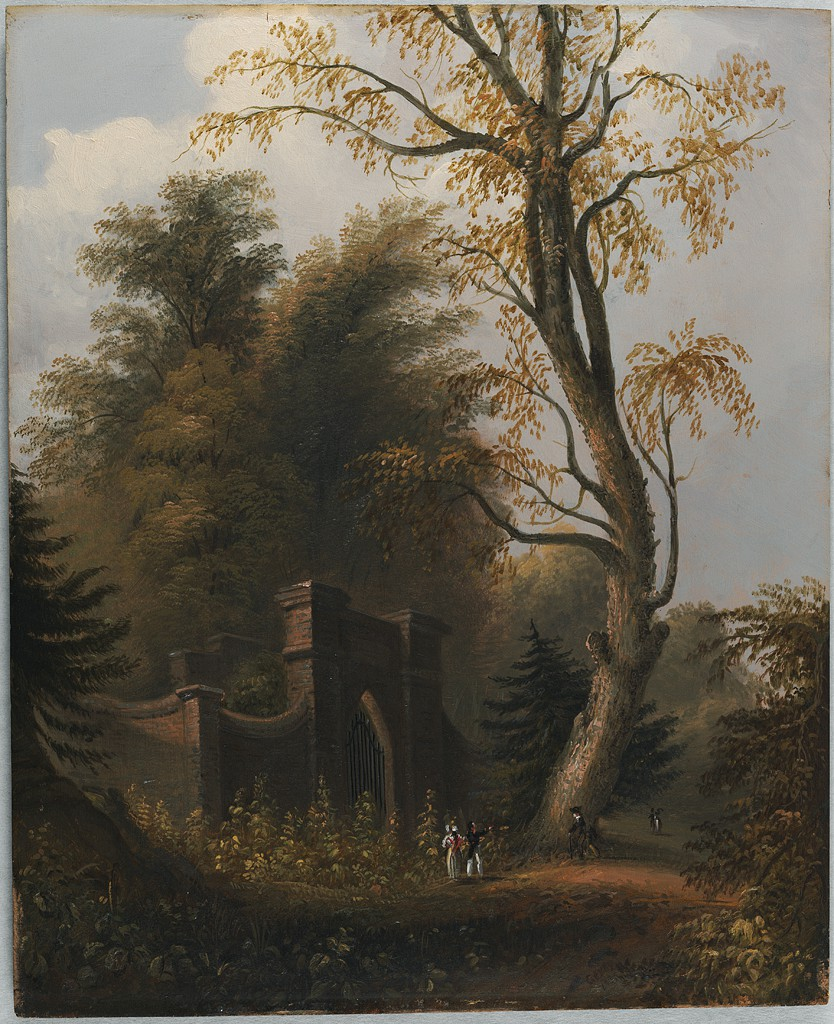
La tomba di Washington, 1839

- Ritratto di Catherine Atkins Gerry Blanchard, anni 1830
- La tomba di Washington (Washington's Tomb), 1839
- Fattoria rurale (Rural Homestead), 1840;
- John Oscar Kent e sua sorella Sarah Eliza Kent, 1844;
- Il lago Winnipesaukee in ottobre (Lake Winnipesaukee in October), 1858
- Il monte Washington da Saco Ford (Mount Washington from Saco Ford), 1858;
- La terra di Beulah (Land of Beulah), 1868-1869 circa;
- Turisti americani (American Tourists), 1876;
- Il sogno dell'artista (The Artist's Dream), 1878;
- The Old Man of the Mountain, 1886.